# Tigerair Taiwan
Tigerair Taiwan (Em Chinês: 臺灣虎航; pinyin: Táiwān Hǔháng) é uma companhia aérea de baixo custo (LCC) de Taiwan com base no Aeroporto Internacional de Taoyuan. Foi formada como uma Empreendimento conjunto entre a Grupo China Airlines e a Budget Aviation Holdings.

## História
Taiwan foi o último grande mercado da Ásia a ter uma operadora de baixo custo (LCC). No início de 2013, a China Airlines e a Transasia Airways se tornaram as primeiras transportadoras taiwanesas a expressar interesse em formar uma LCC. A redução ainda maior das barreiras de entrada por parte da Administração da Aeronáutica Civil tornou-a favorável à criação de LCCs.
Em outubro de 2013, o presidente da China Airlines, Sun Hung-Hsiang, anunciou que a companhia aérea estava em negociações com uma LCC estrangeira para iniciar uma LCC com sede em Taiwan. A parceria foi tornada pública em dezembro de 2013, quando a China Airlines criou uma nova joint venture com a transportadora de baixo custo de Cingapura Tigerair para estabelecer a Tigerair Taiwan. Como parte do acordo, a China Airlines deteria 90 por cento das ações da nova operadora, com a Tiger Airways Holdings detendo os outros 10 por cento. Em março de 2014, a subsidiária Mandarin Airlines da China Airlines adquiriu 10% das ações de sua controladora na Tigerair Taiwan.
Em setembro de 2014, a Tigerair Taiwan recebeu um Certificado de Operador Aéreo da Civil Aeronautics Administration. A companhia aérea então começou suas operações em 26 de setembro de 2014, com o primeiro voo sendo do Aeroporto Internacional de Taiwan Taoyuan para o Aeroporto Changi de Cingapura.

## Destinos
A Tigerair Taiwan atende os seguintes destinos:
| País / Região | Cidade          | Aeroporto                                  | Notas | Refs   |
| ------------- | --------------- | ------------------------------------------ | ----- | ------ |
| Japão         | Asahikawa       | Aeroporto de Asahikawa                     |       |        |
| Japão         | Fukuoka         | Aeroporto de Fukuoka                       |       | [ 1 ]  |
| Japão         | Hakodate        | Aeroporto de Hakodate                      |       | [ 2 ]  |
| Japão         | Ibaraki         | Aeroporto de Ibaraki                       |       |        |
| Japão         | Nagoya          | Aeroporto Internacional de Chubu Centrair  |       | [ 1 ]  |
| Japão         | Naha            | Aeroporto de Naha                          |       | [ 3 ]  |
| Japão         | Niigata         | Aeroporto de Niigata                       |       | [ 4 ]  |
| Japão         | Okayama         | Aeroporto de Okayama                       |       | [ 5 ]  |
| Japão         | Osaka           | Aeroporto Internacional de Kansai          |       | [ 6 ]  |
| Japão         | Sendai          | Aeroporto Sendai                           |       | [ 7 ]  |
| Japão         | Tóquio          | Aeroporto de Haneda                        |       | [ 8 ]  |
| Japão         | Tóquio          | Aeroporto Internacional de Narita          |       | [ 9 ]  |
| Macau         | Macau           | Aeroporto internacional de macau           |       |        |
| Filipinas     | Cebu            | Aeroporto Internacional de Mactan-Cebu     |       | [ 10 ] |
| Filipinas     | Kalibo          | Aeroporto internacional de Kalibo          |       |        |
| Filipinas     | Puerto Princesa | Aeroporto Internacional de Puerto Princesa |       | [ 11 ] |
| Coreia do Sul | Busan           | Aeroporto Internacional de Gimhae          |       | [ 12 ] |
| Coreia do Sul | Daegu           | Aeroporto internacional de Daegu           |       | [ 13 ] |
| Coreia do Sul | Jeju            | Aeroporto Internacional de Jeju            |       | [ 14 ] |
| Taiwan        | Kaohsiung       | Aeroporto internacional de Kaohsiung       |       |        |
| Taiwan        | Taichung        | Aeroporto Internacional de Taichung        |       |        |
| Taiwan        | Taipei          | Aeroporto Internacional de Taoyuan         | Base  | [ 15 ] |
| Tailândia     | Bangkok         | Aeroporto Internacional Don Mueang         |       |        |

## Frota

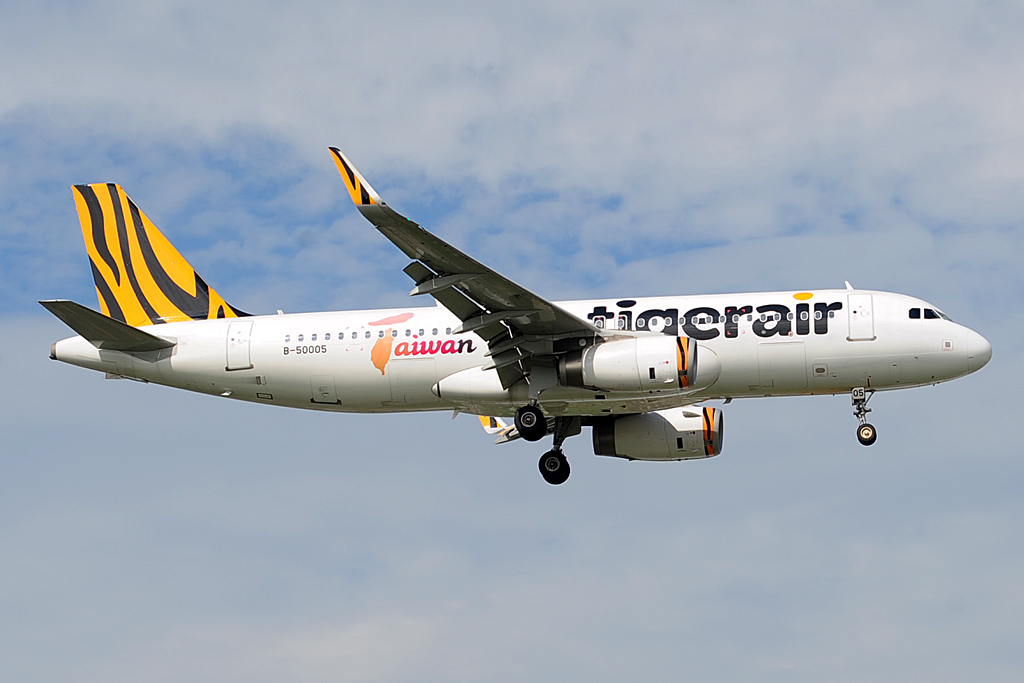
Um Airbus A320-200 da Tigerair Taiwan

A frota da Tigerair Taiwan consistia nas seguintes aeronaves (Março de 2020):
| Aeronaves       | Total | Notas |
| --------------- | ----- | ----- |
| Airbus A320-200 | 11    |       |
| Airbus A320neo  | 2     |       |
| Total           | 13    |       |